# Trapeza (Cipro)
Trapeza (in greco Τράπεζα?; in turco Beşparmak) è un villaggio di Cipro, a est di Kyrenia.  È sotto il controllo de facto di Cipro del Nord, dove appartiene al distretto di Girne, mentre de iure appartiene al distretto di Kyrenia della Repubblica di Cipro. Questo piccolo villaggio è stato abitato per la maggior parte della sua storia esclusivamente da turco-ciprioti.
La sua popolazione nel 2011 era di 30 abitanti.

## Geografia fisica
Esso è situato sulle pendici settentrionali dei monti del Pentadaktylos, appena sotto il picco che dà il nome alla catena montuosa. Si trova a quasi venti chilometri a est della città di Kyrenia e a tre chilometri a ovest del villaggio di Klepini/Arapköy.

## Origini del nome
Alcuni turco-ciprioti locali sostengono che il nome Trapeza sia una versione corrotta di Trabzon, una città sulla costa turca del Mar Nero. Tuttavia, una spiegazione migliore sembra essere che il nome derivi dal greco trapeza, che significa "tavola", proprio come il paesaggio piatto che circonda il villaggio. I turco-ciprioti hanno inventato un nome alternativo, Teknecik, nel 1959. Tuttavia, alla fine degli anni '70, il villaggio è stato rinominato Beşparmak, che in turco significa "Cinque Dita". Questo nome deriva senza dubbio dalla posizione del villaggio, situato proprio sotto il picco delle Cinque Dita (Pentadaktylos/Beşparmak).

## Società

### Evoluzione demografica
Secondo il censimento del 1891, solo quattro case erano abitate e la popolazione totale era di soli 22 abitanti, di cui due cristiani e 20 musulmani. Poiché entrambi i cristiani erano femmine, possiamo ipotizzare che queste due persone fossero sposate con turco-ciprioti del villaggio. Nel 1911 la popolazione cristiana del villaggio salì a 15 persone, costituendo quasi il 20% della popolazione totale. Tuttavia, i cristiani scompaiono dai registri del censimento di Trapeza nel 1921, poiché questo censimento mostra che il villaggio era di nuovo abitato esclusivamente da musulmani. Sebbene il numero di residenti fosse aumentato fino a 107 nel 1946, vi fu un brusco calo nel 1960, quando la popolazione registrata scese a 79 abitanti (tutti turco-ciprioti).
A causa delle lotte intercomunitarie, nel gennaio 1964 tutti i turco-ciprioti di Trapeza (circa 90) fuggirono dal villaggio e si rifugiarono nel villaggio di Kazafani/Ozanköy. Tuttavia, all'inizio di marzo 1964 la Guardia nazionale cipriota attaccò il quartiere turco-cipriota del villaggio di Kazafani. Quando fu concordato il cessate il fuoco, quasi il 40% dei turco-ciprioti, e fra questi tutti coloro che erano sfollati da Trapeza,  avevano lasciato il villaggio. Molti di loro furono trasferiti nei campi di Agirda/Ağırdağ e Boghaz. Tuttavia, a partire dal 1972-3 alcuni turco-ciprioti di Trapeza tornarono al loro villaggio. Sebbene ci sia stato il ritorno di alcuni abitanti del villaggio dopo il 1974, un numero più alto ha scelto di stabilirsi nel villaggio di Klepini in case greco-cipriote abbandonate, poiché le loro case erano state distrutte durante il decennio precedente.
Attualmente il villaggio è abitato principalmente da alcuni dei suoi abitanti originari. Tuttavia, dall'inizio degli anni novanta, anche molti turco-ciprioti di Nicosia e alcuni rimpatriati turco-ciprioti del Regno Unito hanno acquistato proprietà e costruito case estive nelle vicinanze del villaggio.